# Bertrand de Saint-Geniès
Bertrand de Saint-Geniès oder Bertram von Sankt Genesius (* 1260 in Saint-Geniès bei Cahors; † 6. Juni 1350 in Spilimbergo bei Udine) war von 1334 bis 1350 Patriarch von Aquileia. Seine Amtszeit leitete einen kurzen politischen und wirtschaftlichen Aufschwung des Patriarchats ein. Er wurde von seinem Nachfolger Nikolaus von Luxemburg seliggesprochen.

## Leben

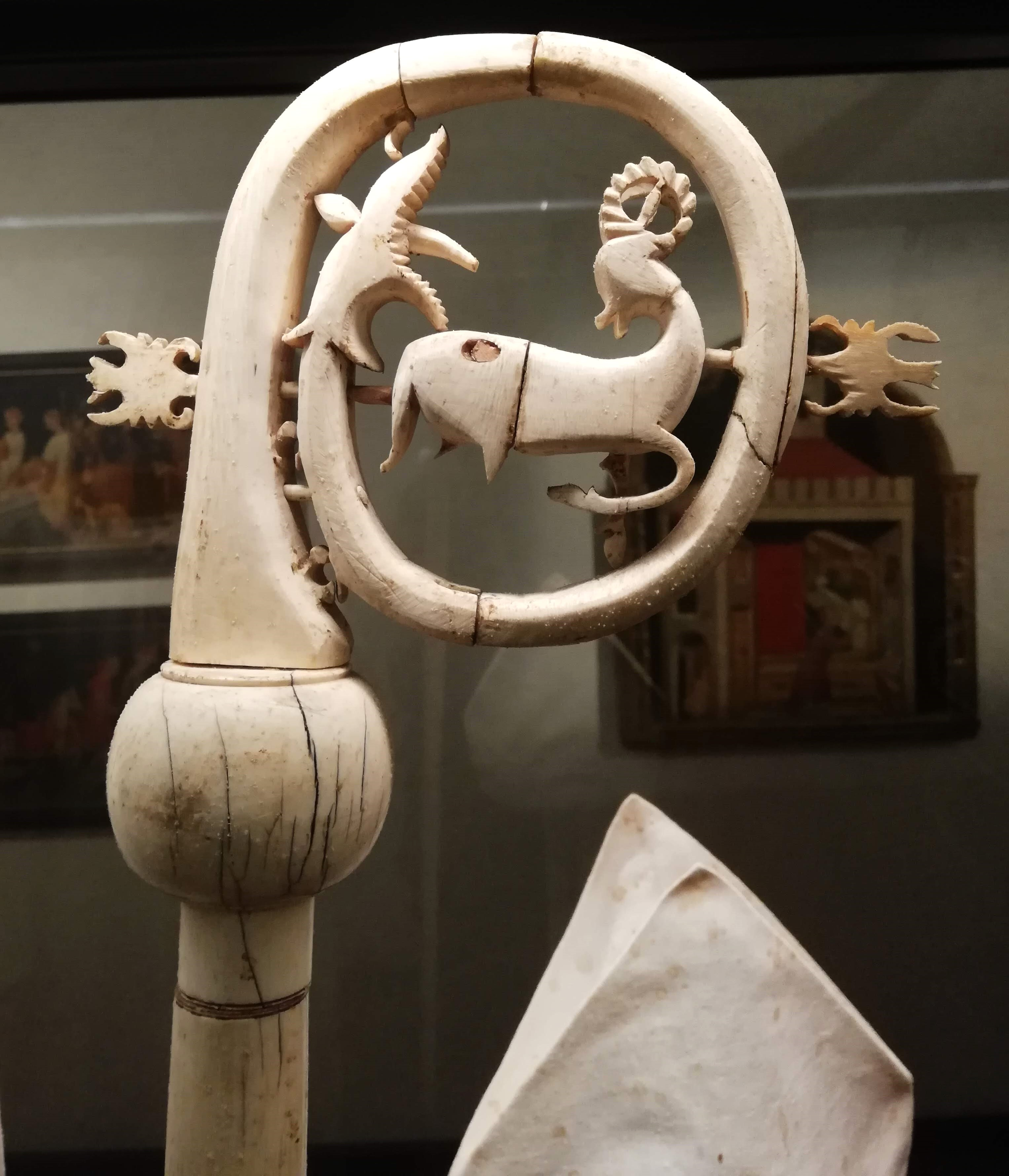
Bischofsstab des Bertrand de Saint-Geniès

Bertrand wurde 1260 in Saint-Geniès nördlich von Toulouse geboren. In Toulouse studierte Bertrand Rechtswissenschaften und erhielt sein Doktorat, um selbst an der Universität Toulouse zu lehren. Später trat Bertrand in den Dienst von Papst Johannes XXII. und reiste als Vernehmungsrichter der Römischen Rota umher. 1319 wurde er Dekan in Angoulême. 1334 ernannte ihn Johannes XXII. zum Patriarchen von Aquileia.
Bertrand bestärkte die Stellung des Patriarchats gegenüber dem Adel, insbesondere gegenüber den benachbarten Grafen von Görz, die territoriale Ansprüche auf den Patriarchenstaat erhoben. Darüber hinaus konnte er gute Beziehungen zu Österreich und Venedig aufbauen. In Udine initiierte er die Erweiterung der unter einem seiner Vorgänger, Berthold von Aquileia, begonnene Kirche, weihte sie 1335 der Maria Annunziata und erhob sie zu seiner Domkirche. 1349 beauftragte er den italienischen Maler Vitale da Bologna mit einem Freskenzyklus, der im Friaul heute zu den besten und am vollständigsten erhaltenen Malereien aus dem 14. Jahrhundert zählt. Nachdem Aquileia 1348 durch das große Erdbeben von Friaul zerstört worden war, verlegte er den Bischofssitz endgültig nach Udine. Bertrand verwirklichte Reformen und förderte die wirtschaftliche Entwicklung der Stadt Udine, aber auch des gesamten Patriarchenstaates.
Die verfeindeten Grafen von Görz, die ihre Herrschaft auf den Patriarchenstaat weiter ausdehnen wollten, zettelten eine Verschwörung gegen Bertrand an. Am 6. Juni 1350 wurde der 90-jährige Bertrand auf einer Reise nach Udine bei Spilimbergo ermordet.
Bertrand wurde im Dom von Udine bestattet. Seine Seligsprechung erfolgte durch seinen Nachfolger, Nikolaus von Luxemburg.
1965 wurden sein Sarkophag sowie die von ihm beauftragten Fresken von Vitale da Bologna in das benachbarte Museum in Udine überführt.